# Duygu Fırat
Duygu Firat (* 15. Juli 1990 in Izmir) ist eine türkische Basketballspielerin auf der Position Center. Sie ist 188 cm groß und wiegt 74 kg.
In ihrer Jugend spielte sie beim Fußballverein Bucaspor. Sie begann ihre Basketballkarriere bei Fenerbahçe İstanbul. Zurzeit ist sie an Burhaniye Belediyespor ausgeliehen. Bislang kommt sie auf 37 Einsätze für die türkische Basketballnationalmannschaft der Damen.
| Personendaten    | Personendaten                 |
| ---------------- | ----------------------------- |
| NAME             | Fırat, Duygu                  |
| ALTERNATIVNAMEN  | Firat, Duygu                  |
| KURZBESCHREIBUNG | türkische Basketballspielerin |
| GEBURTSDATUM     | 15. Juli 1990                 |
| GEBURTSORT       | Izmir                         |